# Wehmerhorster Wiesental

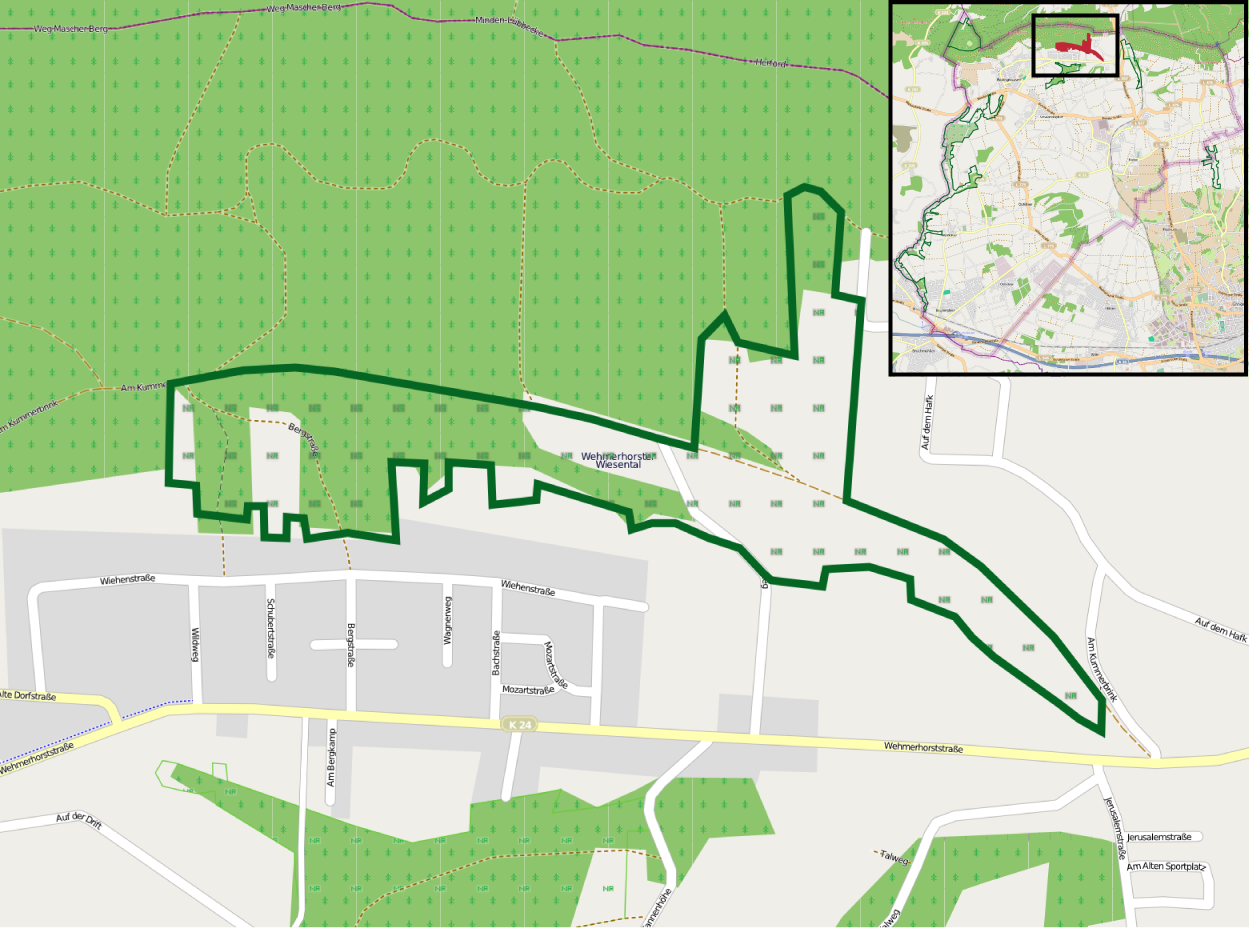
Karte des Wehmerhorster Wiesentals

Das Wehmerhorster Wiesental ist ein Naturschutzgebiet mit einer Größe von etwa 17,8 ha in der Gemeinde Rödinghausen im Kreis Herford. Das mit der Nummer HF-019 geführte Gebiet wird vom Wehmerhorster Bach durchflossen.

## Flora und Fauna
Das Gebiet schützt ein gut ausgeprägtes Sieksystem wie es für das Ravensberger Hügelland typisch ist, insbesondere naturnah ausgeprägten Laubwald, Feuchtwiesen und Feuchtweiden, Hochstaudenfluren, Röhricht und Seggenrieder, sowie die Lebensgemeinschaften an und in Fließ- und Stillgewässern.